# De humani corporis fabrica

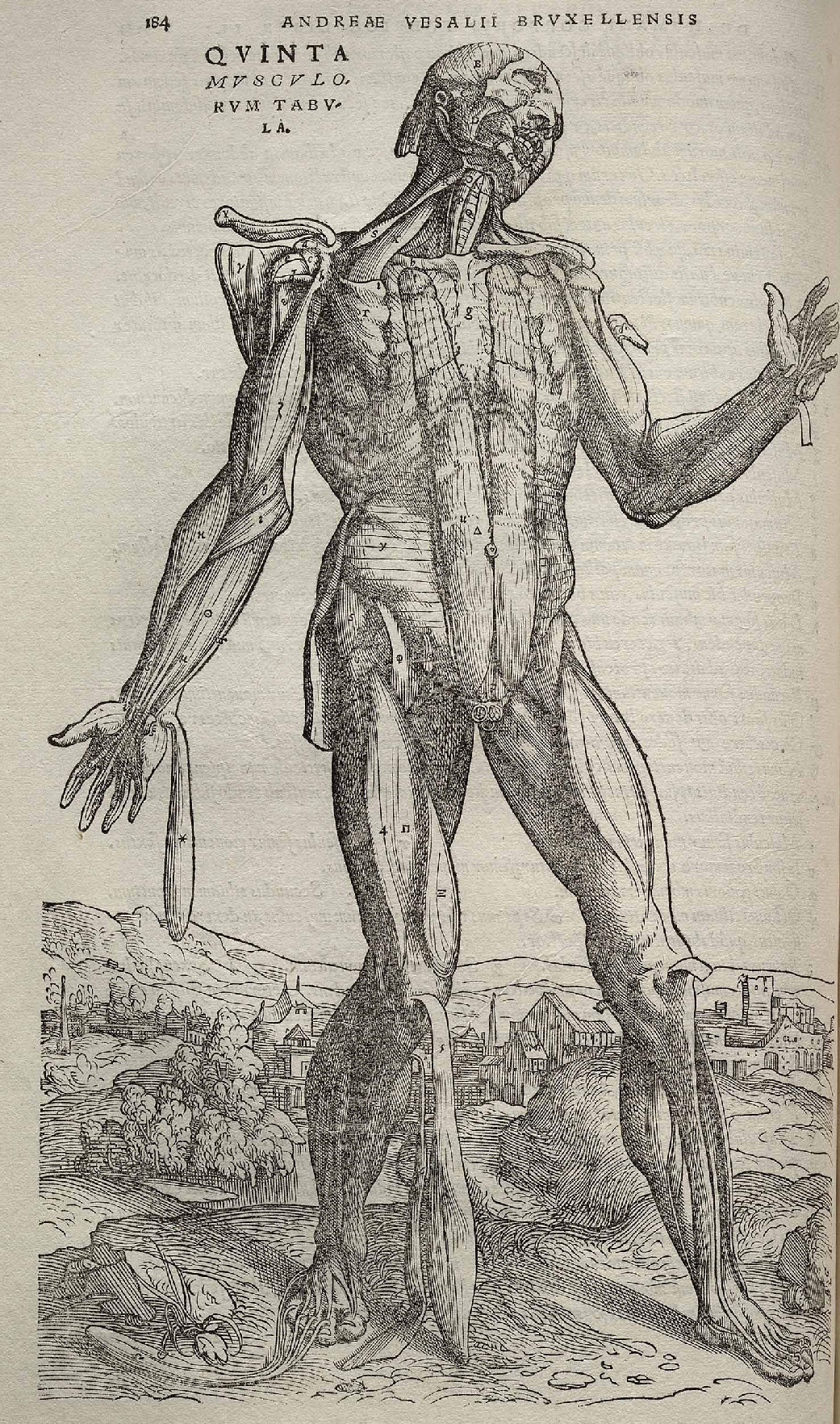
Il testo della Fabrica è noto per le illustrazioni particolareggiate raffiguranti dissezioni del corpo umano, spesso in pose allegoriche.

Il De humani corporis fabrica è un trattato di anatomia opera di Andrea Vesalio (1514–1564), completato nel 1542 e pubblicato a Basilea l'anno seguente dall'editore Johannes Oporinus (Johann Herbst). Il titolo completo è Andreae Vesalii Bruxellensis, scholae medicorum Patauinae professoris, de Humani corporis fabrica Libri septem ("Sette libri di Andrea Vesalio di Bruxelles, professore alla facoltà di medicina di Padova, sul modo in cui è costituito il corpo umano").
L'opera viene spesso citata come la prima vera opera di medicina moderna, in quanto essa segna il superamento dalla concezione galenica dell'uomo. In quest'opera l'autore segnala circa 220 errori delle opere di Galeno.

## Struttura dell'opera
L'opera si presenta in sette libri:

### Libro I: Le ossa e le cartilagini
Il primo libro costituisce circa un quarto dell'intera collezione. Presenta le osservazioni di Vesalio su ossa e cartilagini umane, raccolte nei cimiteri .Tratta l'aspetto fisico delle ossa umane e la loro differenziazione in base alla funzione. In ogni capitolo, Vesalio descrive le ossa in modo molto dettagliato, spiegandone le qualità fisiche in modi diversi. Nei capitoli iniziali, Vesalio "fornisce aspetti generali delle ossa e dell'organizzazione scheletrica, trattando le differenze di consistenza, resistenza e resilienza tra osso e cartilagine; spiega le complesse differenze tra i tipi di articolazioni e passa in rassegna alcuni elementi base delle tecniche descrittive e della terminologia". Un tema principale di questo libro è se Galeno abbia descritto accuratamente le ossa dello scheletro umano. Quando Vesalio teneva lezioni sullo scheletro umano, presentava anche ossa di animali per dare credibilità alle osservazioni di Galeno.

### Libro II: I legamenti e i muscoli
In questo libro Vesalio descrive la struttura dei muscoli, gli agenti utilizzati per creare il movimento del corpo e il materiale utilizzato per tenere insieme le articolazioni. Grazie alle sue osservazioni dei macellai che tagliavano la carne, fu in grado di incorporare le competenze che usavano nella dissezione del corpo umano. Viene stabilito l'ordine in cui sezionare un corpo umano per osservare efficacemente ogni muscolo del corpo. Ogni illustrazione mostra una visione più approfondita del corpo umano che può essere seguita durante la dissezione. Vesalio menziona anche gli strumenti necessari per eseguire una dissezione. Qui Vesalio inizia a descrivere come le descrizioni anatomiche di Galeno non corrispondano alle sue osservazioni. Per mostrare rispetto a Galeno, suggerisce che l'uso che Galeno faceva delle strutture anatomiche è in realtà corretto, ma non per gli esseri umani. Continua persino a descrivere alcune delle strutture nello stesso modo in cui avrebbe fatto Galeno.

### Libro III: Le vene e le arterie, Libro IV: I nervi
Nei libri III e IV, Vesalio descrive vene, arterie e nervi come vasi, ma ne nota la diversa struttura fisica: vene e arterie contengono un canale cavo, mentre i nervi no. Vesalio descrive il percorso attraverso cui l'aria attraversa i polmoni e il cuore. Descrive questo processo come "un albero i cui tronchi si dividono in rami e ramoscelli". Descrive inoltre come il corpo contenga quattro vene (la vena porta, le vene cave, la vena arteriosa (ora nota come vena polmonare) e la vena ombelicale) e due arterie (l'aorta e l'arteria venosa (ora nota come arteria polmonare)) come vasi principali che si diramano in vene e arterie più piccole. Vesalio elenca circa seicento vasi nella sua tabulazione di arterie, vene e nervi, ma non menziona i vasi più piccoli situati nelle mani e nei piedi, i vasi terminali dei nervi cutanei o i vasi nei polmoni e nel fegato.

### Libro V: Gli organi della nutrizione e della generazione
Vesalio fornisce descrizioni dettagliate degli organi della nutrizione, dell'apparato urinario e degli apparati riproduttivo maschile e femminile. Gli apparati alimentare e riproduttivo costituiscono ciascuno circa il 40% di questo libro, mentre la descrizione dell'apparato renale e la corretta tecnica per la sua dissezione costituiscono il resto. Nell'ultimo capitolo, il più lungo dell'intera raccolta, Vesalio fornisce istruzioni dettagliate passo dopo passo su come dissezionare gli organi addominopelvici. Nella prima metà del libro, Vesalio descrive il peritoneo, l'esofago, lo stomaco, l'omento, gli intestini e il mesentere. Prosegue poi descrivendo il fegato, la cistifellea e la milza. Infine, descrive i reni, la vescica e gli ureteri. Vesalio non aveva familiarità con l'anatomia della gravidanza, il che lo portò a fornire erroneamente illustrazioni di una placenta zonale (a forma di banda) e di una membrana fetale nell'edizione del 1543 del De Fabrica; Vesalio lo fa basandosi sulla medicina galenica che utilizzava gli organi riproduttivi canini anziché quelli femminili umani.

### Libro VI: Il cuore e gli organi associati, Libro VII: Il cervello
Questi libri descrivono la struttura e le funzioni del cuore e degli organi respiratori, del cervello e dei suoi rivestimenti, dell'occhio, degli organi sensoriali e dei nervi degli arti. Un capitolo è dedicato anche alla dissezione dell'occhio. Vesalio descrive gli organi del corpo in modo molto dettagliato commentando "la forza variabile dell'inserzione della pleura alle pareti toraciche, la forte inserzione del pericardio al diaframma, la forma e l'orientamento dei ventricoli del cuore e la descrizione delle valvole semilunari". Conclude ogni libro con un capitolo sul modo corretto di dissezionare rispettivamente il cuore e il cervello.